# 16-та окрема бригада радіоелектронної боротьби (РФ)
16-та окрема бригада радіоелектронної боротьби — формування Військ радіоелектронної боротьби Збройних сил Російської Федерації.
Умовне найменування — Військова частина № 64055 (в/ч 64055). Скорочене найменування — 16-та обрреб.
Формування входить до складу Західного військового округу. Пункт постійної дислокації — місто Курськ й селище Маршала Жукова Курського району у Курській області.

## Історія
З'єднання сформовано 23 лютого 1963 року.

## Опис
Завданням формування є захист своїх систем управління військами та зброєю від навмисних перешкод противника, а також радіоелектронна розвідка та придушення роботи систем управління військами противника, приводячи до зниження ефективності застосування його бойових засобів. Засоби бригади дозволяють засліплювати авіацію противника й заважати ворожій розвідці виявляти місця розташування своїх військ. Постанова радіоперешкод дозволяє знизити ефективність ведення розвідки, наведення високоточної керованої ракетної зброї умовного противника, а також забезпечити захист своїх військ від атак умовного противника. На озброєнні бригади стоять, поряд з іншими, комплекси РЕР 1Л267 «Москва-1», РЕП РБ-341В «Леєр-3», 1Л269 «Красуха-2О», 1РЛ257 «Красуха-4», РЕБ РБ -301Б «Борисоглібська-2», РЕП Р-330Ж «Житель».
У складі бригади діє тактичний підрозділ по боротьбі з безпілотної авіації.